# Adrien René Franchet
Pour les articles homonymes, voir Franchet.
Adrien René Franchet, né le 21 avril 1834 à Pezou (Loir-et-Cher) et mort le 15 février 1900 à Paris, est un botaniste systématicien français. Il étudia les herbiers envoyés par les missionnaires botanistes qui travaillaient en Chine, comme les pères Armand David, Delavay, Soulié et Bodinier. Il put ainsi nommer et classer plus de 2 000 espèces de plantes nouvelles.

## Carrière
Il perd tôt son père et se passionne pour la botanique. Le curé des Montils, où il passe son enfance, lui apprend le latin, indispensable pour l'étude de la botanique à l'époque. Veuve, sa mère lui fait faire un apprentissage dans une pharmacie de Blois à l'âge de douze ans, puis rapidement il entre au petit séminaire de Blois pour compléter ses études classiques. Ensuite le marquis de Vibraye, propriétaire du château de Cheverny, le remarque et le fait entrer à son service en 1857, comme conservateur des collections d'archéologie et de géologie installées au château. Il y demeure jusqu'en 1880, après la mort du marquis.
À cette époque, Adrien Franchet avait travaillé sur un grand herbier de plantes japonaises collectées par son ami Ludovic Savatier, médecin de la marine, lors d’un long séjour au Japon. Ils publièrent ensemble un ouvrage en deux volumes en 1875 et 1879 (consultables sur Gallica,).
Le professeur Édouard Bureau, directeur de l’herbier du Muséum national d’histoire naturelle de Paris, qui avait été très impressionné par le travail de Franchet sur la flore japonaise, l’engagea en 1880, pour identifier les plantes des herbiers du père David. Franchet tira de ce travail une publication remarquable intitulée, Plantae Davidianae ex sinarum imperio, en deux volumes publiés en 1884 et 1888, dans laquelle il décrit et classe toutes les découvertes d’Armand David.
Grâce à l'insistance du professeur Édouard Bureau, il est officiellement attaché au Muséum d’histoire naturelle de Paris, comme répétiteur du laboratoire de l’École pratique des hautes études en 1886. Il ne cessa jusqu'à sa mort de travailler au classement et à la détermination des importantes collections d’Asie orientale et du Loir-et-Cher, son département d’origine.
Pour ses recherches concernant les flores asiatiques, il se base sur les collections rassemblées par des missionnaires français en Extrême-Orient, comprenant outre le père Armand David (1826-1900), (lazariste, qui a déjà déposé un herbier considérable concernant la flore du Tibet et de Mongolie), le père Delavay (1834-1895), membre de la Société des missions étrangères de Paris, qui est mis en relation avec Adrien Franchet grâce à son confrère le père David; le père Soulié, membre de la Société des missions étrangères de Paris, du Tibet; le père Farges (1844-1912) qui explore le Sichuan; le père Bodinier (1842-1901), membre de la Société des missions étrangères de Paris, (qui envoie des spécimens de la région de Hong Kong); le père Faurie, missionnaire au Japon, et d’autres. Il étudie aussi avec Édouard Bureau l'herbier de l'expédition de 1890 d'Asie centrale, jusqu'au Tibet et en Chine, de Gabriel Bonvalot et du prince Henri d'Orléans, dont il découvre une quantité de nouvelles espèces (Astragalus polycladus, Meconopsis chelidonifolia, Meconopsis henrici, Parrya ciliaris, Rubus setchuenensis, plusieurs spirées, etc.) Il est en relation constante avec les grands jardins botaniques d'Europe, surtout avec les professeurs Maximowicz de Saint-Pétersbourg et Hemsley du Kew Gardens.
Beaucoup des herbiers de missionnaires que Franchet examine n’avaient jamais été examinés auparavant par d’autres botanistes. Il devait essayer de situer ces nouvelles plantes asiatiques dans les taxons (genres, familles) précédemment définis pour d’autres flores. Et lorsque ces taxons n’existaient pas, il devait les créer. Parmi les nouveaux genres qu’il nomma, il choisit les noms de Delavaya, Fargesia et Souliea, en l’honneur des botanistes missionnaires. Il publia ses descriptions dans des journaux botaniques afin que les autres botanistes soient tenus au courant de ses créations. Avant de publier sa description des plantes japonaises du docteur Savatier (en 1875-1879), il s’était assuré auprès de Carl Maximowicz que ses dénominations ne contredisaient pas celles de « l’herbier du jardin impérial de Saint-Pétersbourg, le plus riche du monde, non seulement en plantes japonaises, mais encore en plantes de l’extrême Asie...De cette façon, nous sommes certains d’éviter les doubles emplois, qui déparent si souvent les plus importants ouvrages botaniques et jettent tant le trouble dans la nomenclature » (Enumeratio plantarum in Japonia).
Il s'intéresse particulièrement à la flore des montagnes de Chine occidentale qui lui permet de comprendre la genèse des plantes alpines européennes et en conséquence remet en cause certains groupements génétiques, mais il ne put mener à terme une classification plus systématique de cet immense foyer génétique végétal, car il meurt brusquement en 1900.
Pendant sa carrière, il identifie vingt-huit genres nouveaux et étudia plus de deux mille espèces. Les missionnaires passionnés par la botanique qui arrivèrent en Chine après 1862, comme les pères Delavay, Farges et Soulié, ont eu la chance d’avoir un botaniste du calibre d’Adrien Franchet qui soit capable de décrire et classer les plantes qu’ils découvrirent. Car même les herbiers les plus intéressants peuvent dormir dans l’obscurité si aucun botaniste n’est en mesure de les analyser – comme ce fut le cas avec les herbiers du père d’Incarville et du père David avant l’arrivée de Franchet.
Adrien Franchet identifie 172 rhododendrons. Le Père Léveillé, membre de la Société des missions étrangères de Paris, nomma une espèce R. franchetianum, mais ce nom est maintenant obsolète et désigne l'espèce R. decorum sous-espèce decorum. 
Marc Colombel, fondateur de la Société bretonne du rhododendron baptisa, en 2011, une de ses obtentions  'Adrien Franchet' .
Il est président de la Société botanique de France en 1898.

## Publications
Franchet est notamment l’auteur de :
- Avec Ludovic Savatier (1830-1891), Enumeratio plantarum in Japonia sponte crescentium hucusque rite cognitarum, adjectis descriptionibus specierum pro regione novarum, quibus accedit determinatio herbarum in libris japonicis So Mokou Zoussetz xylographice delineatarum (F. Savy, Paris, deux volumes, 1875-1879) (Lecture en ligne).
- Mission G. Révoil aux pays Çomalis. Faune et flore (J. Tremblay, Paris, 1882).
- Plantae davidianae ex sinarum imperio (G. Masson, Paris, deux volumes, 1884-1888) (Lecture en ligne).
- Flore de Loir-et-Cher, comprenant la description, les tableaux synoptiques et la distribution géographique des plantes vasculaires qui croissent spontanément ou qui sont généralement cultivées dans le Perche, la Beauce et la Sologne, avec un vocabulaire des termes de botanique (E. Constant, Blois, 1885). (Lire en ligne)
- La partie intitulée Phanérogamie dans la Mission scientifique du cap Horn, 1882-1883, tome V. Botanique (Ministères de la Marine et de l'Instruction publique, Paris, 1889).
- Avec Édouard Bureau (1830-1918), Plantes nouvelles du Thibet et de la Chine occidentale, recueillies pendant le voyage de M. Bonvalot et du prince Henri d'Orléans en 1890, Paris, 1891
- Contributions à la flore du Congo français. Famille des graminées (imprimerie de Dejussieu père et fils, Autun, 1896).

## Hommages
Des plantes ont été nommées en son honneur, dont :
Les genres :
- Franchetella Pierre (1890), genre de la famille des Sapotaceae
- Franchetella Kuntze (1891) de la famille des Apiaceae
- Franchetia Baill. (1885) de la famille des Rubiaceae
- Sinofranchetia (Diels) Hemsl. (1907) de la famille des Lardizabalaceae ; mais les dénominations ont changé par la suite: la première en Pouteria (Aubl.), la deuxième en Heteromorpha Cham. & Schlecht, nomen conservandum, et la troisième en Breonia A.Rich. ex DC.

Parmi les 138 espèces nommées en son honneur, on peut distinguer :
- (Aceraceae) Acer franchetii Pax[9]
- (Actinidiaceae) Clematoclethra franchetii Kom.[10]
- (Apiaceae) Harrysmithia franchetii (M.Hiroe) M.L.Sheh[11]
- (Apocynaceae) Parsonsia franchetii Baill. ex Guillaumin[12]
- (Araliaceae) Aralia franchetii J.Wen[13]
- (Asclepiadaceae) Cynanchum franchetii Nakai[14]
- (Asteraceae) Cousinia franchetii C.Winkl.[15]
- (Berberidaceae) Epimedium franchetii Stearn[16]
- (Brassicaceae) Draba franchetii O.E.Schulz[17]
- (Caryophyllaceae) Stellaria franchetii Honda[18]
- (Combretaceae) Terminalia franchetii Gagnep.[19]
- (Fabaceae) Tephrosia franchetii Hutch. & E.A.Bruce[20]
- (Passifloraceae) Passiflora franchetiana Hemsl.[21]
- (Poaceae) Pennisetum franchetianum Stapf & C.E.Hubb.[22]
- (Polygonaceae) Bistorta franchetiana Petrov[23]
- (Ranunculaceae) Ranunculus franchetianus Boreau[24]
- (Scrophulariaceae) Scrophularia franchetiana Tsoong[25]
- (Tiliaceae) Tilia franchetiana C.K.Schneid.[26]